# Atsinganosaurus
Atsinganosaurus ("kočovný plaz") byl rod sauropodního dinosaura, který žil v období svrchní křídy (geologický věk kampán) na území dnešní Evropy (jižní Francie, Aix-en-Provence). Zdá se, že tito velcí býložravci v období pozdní křídy migrovali po území tehdejší tzv. evropské zátoky z východu na západ. Typový druh A. velauciensis byl formálně popsán v roce 2010.

## Systematické zařazení
Mezi blízké příbuzné atsinganosaura byl původně řazen africký rod Malawisaurus. V roce 2018 byla publikována odborná práce, která řadí atsinganosaura spolu s rody Ampelosaurus a Lirainosaurus (a později i Garrigatitan) do společné, nově stanovené podčeledi Lirainosaurinae. Blízce příbuzným rodem byl také španělský Abditosaurus.

## Rozměry
Velcí jedinci tohoto druhu dosahovali délky asi 12 metrů a hmotnosti 3500 až 5000 kilogramů.